# Dáibhí Ó Cróinín
Dáibhí Ó Cróinín – irlandzki mediewista, profesor  National University of Ireland w Galeway, członek Królewskiej Akademii Irlandzkiej, wnuk Elizabeth Cronin, tradycyjnej śpiewaczki irlandzkiej. Specjalizuje się w najdawniejszej historii Irlandii.

## Książki
- The Irish Sex Aetates Mundi, Dublin, 1982.
- Cummian's letter De controversia Paschali together with a related Irish compustical tract De rationae conputanti, red. wraz z Maurą Walsh, Toronto, 1988.
- An Cuigiu Diochlaonnadh, Indreabhan, Connamara, 1994.
- Early Medieval Ireland, 400–1200, London-New York, 1995. (wyd. pol.: Irlandia średniowieczna (400-1200), tłum. Judyta Szaciłło, Warszawa 2010.)
- The songs of Elizabeth Cronin. Irish traditional singer, Dublin, 2000.
- Early Irish History and Chronology, Dublin, 2003.
- A New History of Ireland, 2006.